# Daniel Keefe
Daniel Keefe est un réalisateur et producteur né le 15 mars 1891 décédé le 12 octobre 1971 à Hollywood (Californie).

## Filmographie

### comme réalisateur
- 1925 : Transients in Arcadia
- 1925 : Failure
- 1926 : Cupid à la Carte
- 1926 : Elsie in New York
- 1926 : Shoes

### comme producteur
- 1936 : The Arizona Raiders
- 1936 : The Accusing Finger
- 1936 : Arizona Mahoney
- 1942 : Private Snuffy Smith d'Edward F. Cline